# Helvétien
Cet article concerne la division stratigraphique. Pour le membre de la société estudiantine Helvetia, voir Helvetia (société d'étudiants).
Stratigraphie
Burdigalien Tortonien
L'Helvétien (de Helvétie en Suisse) est une division stratigraphique obsolète qui correspondait à l'ensemble du Miocène moyen.

## Subdivisions
Le Miocène moyen est aujourd'hui subdivisé en deux étages géologiques :
- à sa base le Langhien,
- à son sommet le Serravallien.

Ces deux étages, reconnus par la nomenclature stratigraphique internationale, remplacent le terme « Helvétien ».
La période englobée s'étend de -15,97 à -11,63 millions d'années (Ma).
L'Helvétien correspondait à la partie inférieure de l'ancien étage du Vindobonien.

## Sédimentation
D'un point de vue sédimentaire l'Helvétien ou Miocène moyen est notamment caractérisé par l'épisode de la mer des Faluns.